# Чемпионат мира по футболу 2026 (отборочный турнир)
Отборочный турнир чемпионата мира по футболу 2026 года проходит, чтобы определить 45 команд, которые присоединятся к сборным стран-организаторов чемпионата мира 2026: США, Канаде и Мексике.
Квалификация стартовала 7 сентября 2023 года тремя матчами в зоне КОНМЕБОЛ (первый гол в квалификации записал в свой актив игрок сборной Колумбии Рафаэль Сантос Борре) и должна завершиться 31 марта 2026 года.
Впервые в истории в финальном турнире будут участвовать 48 команд. 3 места заняли страны-хозяйки. 43 гарантированных квоты распределены между 6 конфедерациями в следующем порядке: 
- АФК (Азия и Австралия) – 8;
- КАФ (Африка) – 9;
- КОНКАКАФ (Центральная Америка и Карибский бассейн) – 3;
- КОНМЕБОЛ (Южная Америка) – 6;
- ОФК (Океания) – 1;
- УЕФА (Европа) – 16.

Ещё 2 квоты будут разыграны в межконтинентальных стыковых матчах.

## Квалифицировались в финальный турнир

команда квалифицировалась на ЧМ.
команда не смогла пройти квалификацию.
команда дисквалифицирована или снялась с квалификации
команда не была членом ФИФА (или не участвовала в квалификации) в тот момент.

| США              | Организатор                         | 13 июня 2018  | 12    | 2     | 2022  | 3-е место (1930)                                    |
| Канада           | Организатор                         | 13 июня 2018  | 3     | 2     | 2022  | Групповой этап (1986, 2022)                         |
| Мексика          | Организатор                         | 13 июня 2018  | 18    | 9     | 2022  | 1/4 финала (1970, 1986)                             |
| Япония           | АФК, 3-й раунд, группа С, 1-е место | 20 марта 2025 | 8     | 8     | 2022  | 1/8 финала (2002, 2010, 2018, 2022)                 |
| Новая Зеландия   | ОФК, 3-й раунд, победитель          | 24 марта 2025 | 3     | 1     | 2010  | Групповой этап (1982, 2010)                         |
| Иран             | АФК, 3-й раунд, группа А, 1 место   | 25 марта 2025 | 7     | 4     | 2022  | Групповой этап (1978, 1998, 2006, 2014, 2018, 2022) |
| Аргентина        | КОНМЕБОЛ, 1 место                   | 25 марта 2025 | 19    | 14    | 2022  | Чемпион (1978, 1986, 2022)                          |
| Узбекистан       | АФК, 3-й раунд, группа А, 2 место   | 5 июня 2025   | дебют | дебют | дебют | дебют                                               |
| Республика Корея | АФК, Группа B, 1 место              | 5 июня 2025   | 12    | 11    | 2022  | 4-е место (2002)                                    |
| Иордания         | АФК, Группа B, 2 место              | 5 июня 2025   | Дебют | Дебют | Дебют | Дебют                                               |
| Австралия        | АФК, Группа С, 2-е место            | 10 июня 2025  | 7     | 6     | 2022  | 1/8 финала (2006, 2022)                             |
| Бразилия         | КОНМЕБОЛ, место не ниже 6           | 11 июня 2025  | 23    | 23    | 2022  | Чемпион (1958, 1962, 1970, 1994, 2002)              |
| Эквадор          | КОНМЕБОЛ, место не ниже 6           | 11 июня 2025  | 5     | 2     | 2022  | 1/8 финала (2006)                                   |

## Регламент
Матчи отборочного турнира могут проводиться в одном из трёх форматов:
1. Групповой турнир по круговой системе в два круга: каждая команда в группе играет с каждой два матча, по одному на поле соперников.
2. Игры на выбывание: пара команд играет два матча, по одному на поле каждого соперника.
3. Групповой турнир по круговой системе в один круг на поле одного из участников или на нейтральном поле.

При проведении матчей по первым двум форматам перенос игры в другую страну допускается лишь с разрешения оргкомитета ФИФА.
Дополнительные показатели при равенстве очков у двух и более команд:
1. Разница мячей, забитых во всех играх
2. Количество мячей, забитых во всех играх
3. Результат игр между собой (очки, разность мячей, количество забитых мячей, количество забитых мячей на чужом поле)
4. Дисциплинарный коэффициент (по количеству жёлтых и красных карточек)
5. Жеребьёвка

При проведении матчей на выбывание побеждает команда, забившая больше мячей по сумме двух матчей.
- Если по окончании основного времени второго матча счёт по сумме игр равный, назначается дополнительное время (два тайма по 15 минут).
- Если по окончании дополнительного времени счёт по-прежнему равный, назначаются послематчевые пенальти.

## Европа (УЕФА)
Будет 12 групп по 4—5 команд в отборочном турнире. Победители групп выходят напрямую. Команды, занявшие 2-е места + 4 лучшие команды из Лиги Наций сезона 2024/2025 играют в плей-офф, где определяются еще 4 победителя плей-офф.

## Южная Америка (КОНМЕБОЛ)
10 сборных сыграют 2-х круговой турнир. 6 сборных попадут в финальную часть напрямую, седьмая сыграет в стыковых матчах с командой из другой конфедерации.

## Африка (КАФ)
Первый этап состоит из 9 групп по 6 команд. Команды, занявшие 1-е места, выходят напрямую, а 4 лучшие команды, занявшие 2 место, выходят в следующий раунд, чтобы определить победителя, который поедет на межконтинентальные стыковые матчи

## Северная Америка (КОНКАКАФ)
Первый раунд заключается в том, что 4 самые худшие команды играют дома и на выезде. Второй раунд будет состоять из шести групп по 5 команд, следовательно 2 победителя первого раунда и 28 остальных команд. Команды, занявшие 1-2 места, выходят в следующий раунд и будут разделены на три группы по 4 команды. При этом победители групп выходят напрямую на ЧМ, а 2 лучшие команды, занявших 2 место — на межконтинентальные стыковые матчи.

## Азия (АФК)
Отборочный турнир состоит из пяти раундов:
- Первый раунд: 20 худших сборных (согласно рейтингу ФИФА) разбиваются на пары согласно жребию и играют друг с другом два матча на своём поле и на поле соперника. 10 победителей проходят во второй раунд.
- Второй раунд: 10 победителей первого раунда и оставшиеся 26 азиатские сборные согласно жребию разбиваются на 9 групп, в рамках которых проводится двухкруговой турнир. 18 команд: победители групп и команды, занявшие вторые места, проходят в третий раунд и одновременно получают путёвки в финальный турнир Кубка Азии 2027 (остальные 6 мест на Кубке Азии разыгрываются в дополнительном групповом турнире, не связанном с отбором к чемпионату мира).
- Третий раунд: 18 команд будут разбиты на 3 группы по 6 команд, где каждая команда с каждой сыграют по две игры — «дома» и «в гостях» (всего 10 игр). Две лучшие команды из каждой группы напрямую проходят в финальную часть чемпионата мира. Команды, занявшие третьи и четвертые места, проходят в четвёртый раунд.
- Четвёртый раунд: 6 команд будут разбиты на 2 группы по 3 команды. Победители групп выходят на чемпионат мира, вторые места выходят в пятый раунд
- Пятый раунд: 2 команды из занявших вторые места сыграют друг с другом одну игру, победитель выходит на межконтинентальный стыковой матч.

## Океания (ОФК)
Первый раунд начинается с того, что 4 худшие команды играют плей-офф, где победитель идёт во второй раунд. Во втором раунде разделяется на две группы из 4 команды, где следовательно команды, занявшие 1—2 места, выходят в следующий раунд. В третьем раунде сыграют плей-офф, где победитель группы выйдет напрямую на ЧМ, а команда, занявшая 2 место, на межконтинентальный стыковой матч.

## Межконтинентальные стыковые матчи
Для определения двух последних мест на чемпионате мира по футболу будет проведен турнир плей-офф с участием шести команд - по одной от AFC, CAF, CONMEBOL и OFC и двух от CONCACAF.
Команды будут ранжированы в соответствии с мировым рейтингом ФИФА, при этом четыре команды, занимающие самые низкие места, сыграют в двух матчах на выбывание. Победители встретятся с двумя командами, занимающими самые высокие места в рейтинге, в другой серии матчей на выбывание, победители которых получат право участвовать в чемпионате мира 2026 года.

## Лучшие бомбардиры отборочного турнира
12 голов
- Алмоез Али (АФК)

10 голов
- Сон Хын Мин (АФК)

9 голов
- Мехди Тареми (АФК)
- Крис Вуд (ОФК)

8 голов
- Сердар Азмун (АФК)
- Аясэ Уэда (АФК)
- Язан аль-Наймат (АФК)
- Фабио Лима (АФК)

7 голов
- Айман Хуссейн (АФК)
- Муса аль-Тамари (АФК)

Ниже приведены списки бомбардиров всех конфедераций и стыковых матчей между конфедерациями:
- АФК
- КАФ
- КОНКАКАФ
- КОНМЕБОЛ
- ОФК
- УЕФА